# Live at Stockholm Concert Hall (DVD)
Live at Stockholm Concert Hall (DVD) från 2006 är en musikDVD av a cappella-gruppen The Real Group.